# Pachyolpium medium
Espèce
Synonymes
- Olpiolum monae Hoff, 1964

Pachyolpium medium est une espèce de pseudoscorpions de la famille des Olpiidae.

## Distribution
Cette espèce se rencontre à Porto Rico, en République dominicaine, en Jamaïque et aux États-Unis en Floride.

## Description
Les mâles mesurent de 2,25 à 2,4 mm et les femelles de 2,4 à 3 mm.

## Systématique et taxinomie
Cette espèce a été placée dans le genre Olpiolum par Hoff en 1964sous le nom Olpiolum monae car Olpiolum medium était déjà occupé puis retournée dans le genre Pachyolpium par Tooren en 2002.

## Publication originale
- Hoff, 1945 : The pseudoscorpion subfamily Olpiinae. American Museum Novitates, no 1291, p. 1-30 (texte intégral).